# Jesus Christ Superstar (album)
Jesus Christ Superstar is een musicalalbum uit 1970, geschreven door Andrew Lloyd Webber en Tim Rice. Het is hun debuutplaat van de gelijknamige rockopera.

## Achtergrond
De componisten slaagden er aanvankelijk niet in een podiumoptreden te regelen, dus brachten ze hun werk uit als album. Het succes van het album leidde in 1971 tot de première van theateroptredens. De musical vertelt het lijden van Jezus, van zijn intocht in Jeruzalem tot de kruisiging. Oorspronkelijk verbood de BBC het stuk vanwege "heiligschennis".
Het album stond bovenaan de Amerikaanse Billboard Top LP-hitlijst in zowel februari als mei 1971. In Nederland piekte het album op de tiende plaats in de Elpee Top 10. In 1983 waren er wereldwijd meer dan zeven miljoen exemplaren van het album verkocht.

## Tracklijst
Alle composities zijn geschreven door Tim Rice (teksten en boek) en Andrew Lloyd Webber (muziek).

| Nr. | Titel                                      | Duur |
| --- | ------------------------------------------ | ---- |
| 1.  | Overture                                   | 4:00 |
| 2.  | Heaven on Their Minds                      | 4:23 |
| 3.  | What's the Buzz / Strange Thing Mystifying | 4:13 |
| 4.  | Everything's Alright                       | 4:36 |
| 5.  | This Jesus Must Die                        | 5:11 |

| Nr. | Titel                           | Duur |
| --- | ------------------------------- | ---- |
| 1.  | Hosanna                         | 2:09 |
| 2.  | Simon Zealotes / Poor Jerusalem | 4:49 |
| 3.  | Pilate's Dream                  | 1:28 |
| 4.  | The Temple                      | 4:43 |
| 5.  | Everything's Alright (reprise)  | 0:34 |
| 6.  | I Don't Know How to Love Him    | 3:41 |
| 7.  | Damned for All Time/Blood Money | 4:36 |

| Nr. | Titel                           | Duur |
| --- | ------------------------------- | ---- |
| 1.  | The Last Supper                 | 7:10 |
| 2.  | Gethsemane (I Only Want to Say) | 5:33 |
| 3.  | The Arrest                      | 3:24 |
| 4.  | Peter's Denial                  | 1:27 |
| 5.  | Pilate and Christ               | 2:46 |
| 6.  | King Herod's Song               | 3:02 |

| Nr. | Titel                                         | Duur |
| --- | --------------------------------------------- | ---- |
| 1.  | Judas' Death                                  | 4:17 |
| 2.  | Trial Before Pilate (Including the 39 Lashes) | 5:13 |
| 3.  | Superstar                                     | 4:16 |
| 4.  | The Crucifixion                               | 4:04 |
| 5.  | John Nineteen Forty-One                       | 2:10 |

## Credits

### Hoofdrolspelers
- Ian Gillan – Jezus Christus
- Murray Head – Judas Iskariot
- Yvonne Elliman – Maria Magdalena
- Victor Brox – Hogepriester Kajafas
- Barry Dennen – Pontius Pilatus

### Bijrolspelers
- Brian Keith – Annas
- John Gustafson – Simon de Zeloot
- Paul Davis – Petrus
- Mike d'Abo – Koning Herodes

### Muzikanten
- Neil Hubbard – elektrische gitaar
- Henry McCullough – elektrische gitaar, akoestische gitaar
- Alan Spenner – basgitaar
- Chris Mercer – tenorsaxofoon
- J. Peter Robinson – piano, elektrische piano, orgel, positief orgel
- Bruce Rowland – drums, percussie